# Бен-Шемен
Бен-Ше́мен (ивр. בֶּן שֶׁמֶן‎) — мошав, расположенный в центральной части Израиля в нескольких километрах восточнее города Лод. Административно относится к региональному совету Хевель Модиин, входит в поселенческое движение «Тнуат ха-Мошавим».
Первоначально Бен-Шемен был создан в 1905 году и стал одним из первых поселений, созданных Еврейским национальным фондом в Палестине. Название поселения было взято из книги Исайи: «Виноградник был у Друга моего на плодородном холме» (5:1).
Эвакуировался во время Первой мировой и Арабо-израильской (1947—1949) войн, воссоздан в 1952 году.
Основные отрасли производства — молочное хозяйство и выращивание цитрусовых. Площадь мошава 250 га. Население на конец 2010 года составляет 1300 человек (554 человека в молодёжном посёлке и 746 человек в мошаве).

## История

### Палестина
В 1904 году Англо-палестинский банк приобрел земли в районе Лидды, переданные позже Еврейскому национальному фонду. В 1905 году на этих землях Еврейским фондом был создан Бен-Шемен, ставший одним из первых созданных им еврейских поселений в Палестине. Название поселения было взято из книги Исайи: «Виноградник был у Друга моего на плодородном холме» (5:1). В том же году в нём уже работала еврейская фабрика по производству оливкого масла и мыла. Годом позже Исраэль Белкинд организовал там детский посёлок-интернат для сирот — жертв Кишинёвского погрома.
В 1908 году отделение Всемирной Сионистской организации в Палестине создало в поселении учебную ферму для сельскохозяйственных рабочих, где они обрабатывали оливковые рощи и фруктовые деревья. Эти плантации были названы «Лесом Герцля».
В 1911 году в Бен-Шемен прибыли 10 семей йеменских евреев, которые сочетали работу на ферме с художественным производством в стиле Академии «Бецалель» Бориса Шаца в Иерусалиме.
Во время Первой мировой войны поселение оказалось на линии фронта между войсками Турции и Германии, с одной стороны, и Антанты — с другой, и было эвакуировано.
В 1921 году на его месте был создан мошав Бейт-Шемен, один из первых мошавов в Палестине. В 1927 году при нём была вновь создана сельскохозяйственная школа, сыгравшая важную роль в 1934 году, после начала «юношеской алии» и её абсорбции во время Второй мировой войны, и превратившаяся в молодёжный посёлок Бен-Шемен. В 1947 году в нём проживало около 1000 человек.
В начале Войны за независимость (1947—1949) и мошав, и школа оказались в арабской блокаде, 11 учеников школы были убиты, большая часть их построек была разрушена. Школа, эвакуированная в 1948 году из Бен-Шемена, стала в последующем основой для создания молодёжного посёлка «Hadassah Neurim» в Нетании.

### После образования государства Израиль
В 1952 году, под эгидой поселенческого движения «Тнуат ха-Мошавим», мошав был восстановлен. Первыми его жителями были беженцы из Румынии. Основным производством мошава стало молочное хозяйство и выращивание цитрусовых.
Был воссоздан и молодёжный посёлок, первыми учениками которого стали дети, выжившие в катастрофе.
Сегодня в нём работают начальная школа и средняя школа с сельскохозяйственным уклоном, где учащиеся живут в условиях интерната.
В 1968 году в мошаве, площадью 250 га, проживало 920 жителей, из них, 200 — в молодёжном посёлке, в середине 1990-х, соответственно 1360 и 990, в 2002—2003 гг., соответственно, до 550 в мошаве и 638 в молодёжном посёлке.
К востоку от мошава также воссоздан «Яар Херцль» (парк им. Герцля), ставший излюбленным местом отдыха израильтян. Российские евреи, спасшиеся благодаря ходатайствам известного советского музыканта и правозащитника Давида Шора, посадили в его честь в Бен-Шемене рощу.

## Население
По данным Центрального статистического бюро Израиля, население на начало 2020 года составляло 870 человек.

## Известные жители и выходцы из Бен-Шемен
- Биньямин Вулкани[англ.] — микробиолог, исследователь, открывший живые существа в Мёртвом Море.